# Orthotrichum urnigerum
Orthotrichum urnigerum là một loài Rêu trong họ Orthotrichaceae. Loài này được Myrin mô tả khoa học đầu tiên năm 1833.